# Daniel Langlois
Pour les articles homonymes, voir Langlois.
Daniel Langlois, né le 6 avril 1957 à Jonquière (Canada) et mort le 1er décembre 2023 en Dominique, est un homme d'affaires et mécène québécois du domaine du multimédia et de l'informatique.

## Biographie
Né le 6 avril 1957 à Jonquière, Daniel Langlois fonde Softimage en 1986, société qui développe des logiciels 3D d'animation, qu'il vend en 1994 à Microsoft pour un montant d'environ 200 millions de dollars.
Il crée en 1997 la Fondation Daniel Langlois qui a pour but de faire avancer les connaissances en art et en science en favorisant leur rencontre sur le terrain des technologies. La fondation souhaite ainsi encourager l'épanouissement d'une conscience critique à l'égard des implications des technologies sur l'Homme, ainsi que l'exploration d'esthétiques propres aux nouveaux environnements humains.
En 1997, il achète édifice des Commissaires pour en faire un club privé du nom de 357C. Ce club fera l'objet d'un reportage dans le magazine l'Actualité du 9 ou 16 septembre 2009 et sera cité à la commission Charbonneau le 27 novembre 2012 en lien avec le financement du PLQ.
En 1999, il fonde le cinéma Ex-Centris, qui a été un haut lieu de cinéma de répertoire et qui a favorisé l’adoption et le développement des nouvelles technologies dans le 7e art. En décembre 2000, il achète le cinéma du Parc et le gère jusqu'en juillet 2006. En 2011, Langlois vend la portion des salles de cinéma du Complexe Ex-Centris au Centre du Cinéma Parallèle Inc, qui opère les salles jusqu’en 2015, moment ou l’organisme à but non lucratif déclare faillite.
Daniel Langlois et sa fondation fondent Resilient Dominica (RezDM.org), une organisation non gouvernementale (ONG), peu après le passage de l'ouragan Maria en Dominique  le 18 septembre 2017, dans le but de reconstruire et de renforcer la résilience dans les communautés de Soufrière, Scotts Head et Gallion.
Daniel Langlois est impliqué dans des projets de développement durable et écoresponsables tel que le projet hôtelier écologique et autosuffisant Coulibri Ridge en Dominique,.

### Mort
Le 1er décembre 2023, la police de la Dominique trouve près du village de Galion une voiture incendiée contenant les cadavres de Daniel Langlois et de sa conjointe Dominique Marchand. Trois personnes seraient interrogées dans ce dossier. Selon la thèse des policiers, il aurait été tué par un tueur à gages embauché par un voisin avec lequel il aurait eu une dispute.

## Prix et distinctions
- 1996 : doctorat honoris causa en administration de l'Université de Sherbrooke[13]
- 1999 : Chevalier de l'Ordre national du Québec[14]
- 1999 : Officier de l'Ordre du Canada[15]
- 2002 : doctorat honoris causa, Science, Université McGill, école de gestion[16]
- 2004 : Grands Montréalais[17]
- 2004 : doctorat honoris causa, Droit, Université Concordia, John Molson School of Business[18]
- 2005 : doctorat honoris causa, Arts, Université du Québec à Montréal[19]
- 2008 : doctorat honoris causa, Université d'Ottawa[20]
- 2023 : prix du service méritoire du Commonwealth de la Dominique[21]

## Filmographie partielle
- Tony de Peltrie (1985)
- Jurassic Park (1993)
- The Baroness and the Pig (La baronesse) (2002)
- La face cachée de la lune (2003) (en tant que coproducteur)
- Amelia (téléfilm) (2003)
- The Blue Butterfly (Le papillon bleu) (2004) (en tant que coproducteur)

### Sources
- Un entrepreneur visionnaire
- La reconstruction du 357 de la Commune dans le Vieux-Montréal